# 北会津町麻生新田
北会津町麻生新田（きたあいづまち あそうしんでん）は、福島県会津若松市の大字である。郵便番号は969-6002。

## 地理
会津若松市北西部の北会津地区（旧北会津郡北会津村域）に属する。北で北会津町天満、北会津町宮袋、東で北会津町西麻生、南で北会津町大島、西で大沼郡会津美里町廟所北乙、会津美里町中川原とそれぞれ隣接する。概ね町村制施行以前の北会津郡麻島村のうち、旧西麻生村域西部の流れを汲む地域である。北会津地区西部に位置し、一級水系阿賀野川水系宮川右岸流域の一角を範囲とする。南東部から北へ幹線一級市道32号が南北に縦断する。域内全域にわたり農地が広がり、中央部の字新田前周辺に集落が位置する。北会津地区の他大字と同様に民家がある区画のほとんどは「字」以降を付けず大字に直接番地が続く住所表記がなされる。 

### 河川・湖沼
一級水系阿賀野川水系
- 宮川

### 主な字
字
- 出新田
- 上川原
- 新田北
- 新田東
- 新田前

- 砂田
- 樋越
- 古川
- 安部田

## 歴史
- 1875年8月12日 -  西麻生村、大島村、北後庵村が統合され麻島村が発足する。
- 1879年1月27日 - 麻島村が福島県内における郡区町村制の施行により北会津郡の村となる。
- 1889年4月1日 - 町村制の施行により麻島村が周辺6村と合併し川南村が発足する。旧麻島村域は川南村大字麻島となる。
- 1956年5月1日 - 川南村が荒舘村と合併して北会津村が発足し、北会津村の大字となる。
- 2004年11月1日 - 北会津村が会津若松市に編入され会津若松市の大字となるのに伴い、大字麻島のうち安部田甲、砂田甲、樋越甲、新田東甲、新田北甲、出新田甲、新田前甲、上川原甲、古川甲、新田北、新田前が北会津町麻生新田へと変更される。

## 世帯数と人口
2024年1月1日現在の世帯数と人口は以下の通りである。
| 大字             | 世帯数 | 人口 |
| ---------------- | ------ | ---- |
| 北会津町麻生新田 | 14世帯 | 49人 |

## 小・中学校の学区
市立小・中学校に通う場合、学区は以下の通りとなる。
| 番地 | 小学校                 | 中学校                   |
| ---- | ---------------------- | ------------------------ |
| 全域 | 会津若松市立川南小学校 | 会津若松市立北会津中学校 |

## 交通

### 道路
- 幹線一級市道32号
- 一般市道北3-166号
  - 麻生新田橋

## 施設
- 麻生新田公民館